# Volkswirtschaftslehre
Die Volkswirtschaftslehre (auch Nationalökonomie oder wirtschaftliche Staatswissenschaften kurz VWL) bezeichnet im deutschsprachigen Kontext ein Teilgebiet der Wirtschaftswissenschaft. Sie untersucht Zusammenhänge bei der Erzeugung und Verteilung von Gütern und Produktionsfaktoren.
Die Volkswirtschaftslehre beschäftigt sich auch mit menschlichem Handeln unter ökonomischen Bedingungen, das heißt mit den Fragen, wie menschliches Handeln ökonomisch begründet werden kann und welches Handeln den größtmöglichen Nutzen für den Einzelnen oder eine Gemeinschaft bringt. Mit ihr wird nach Gesetzmäßigkeiten und Handlungsempfehlungen für die Wirtschaftspolitik gesucht; ferner werden einzelwirtschaftliche Vorgänge im Rahmen der Mikroökonomie und gesamtwirtschaftliche im Rahmen der Makroökonomie betrachtet.
Die Volkswirtschaftslehre widmet sich dem Zielkonflikt zwischen der Knappheit von Ressourcen und den Bedürfnissen von Wirtschaftssubjekten. Es wird in positive und normative Analyse unterschieden.

## Einordnung der Volkswirtschaftslehre in den Wissenschaftskanon
Die Volkswirtschaftslehre ist ein Teilgebiet der Wirtschaftswissenschaft und stellt eine Realwissenschaft dar. In deutschen Universitäten wird die Volkswirtschaftslehre als Sozialwissenschaft eingeordnet und innerhalb dieser stellen die Politikwissenschaft und die Soziologie verwandte Disziplinen dar. Die Abgrenzung der Volkswirtschaftslehre zu anderen Disziplinen bereitet Schwierigkeiten, da wirtschaftliche Phänomene komplex sind und viele Erkenntnisse aus anderen Wissenschaften benötigen wie zum Beispiel Psychologie, Politik, Geschichte etc. Sie legt insbesondere große Bedeutung auf drei Faktoren, die sie letztendlich von anderen Sozialwissenschaften unterscheidet:
- Die Volkswirtschaftslehre baut auf dem Axiom des rationalen Individuums auf.

- Wirtschaftspolitische Implikationen betonen die Bedeutung von Gleichgewichten.

- Ökonomische Theorien legen den Fokus auf das Effizienzkriterium als ein soziales Optimum.[5]

Die strikte Betonung von Gleichgewichten resultiert aus der engen Verzahnung der Volkswirtschaftslehre und der Spieltheorie. Da die Spieltheorie zum großen Teil  Rationalität und gegenläufige Abhängigkeiten zum Forschungsgegenstand hat, ordnen manche Autoren die Spieltheorie der Volkswirtschaftslehre zu, statt von einem Teilgebiet der Mathematik zu sprechen.

## Teilgebiete und Themen der Volkswirtschaftslehre

### Mikroökonomie

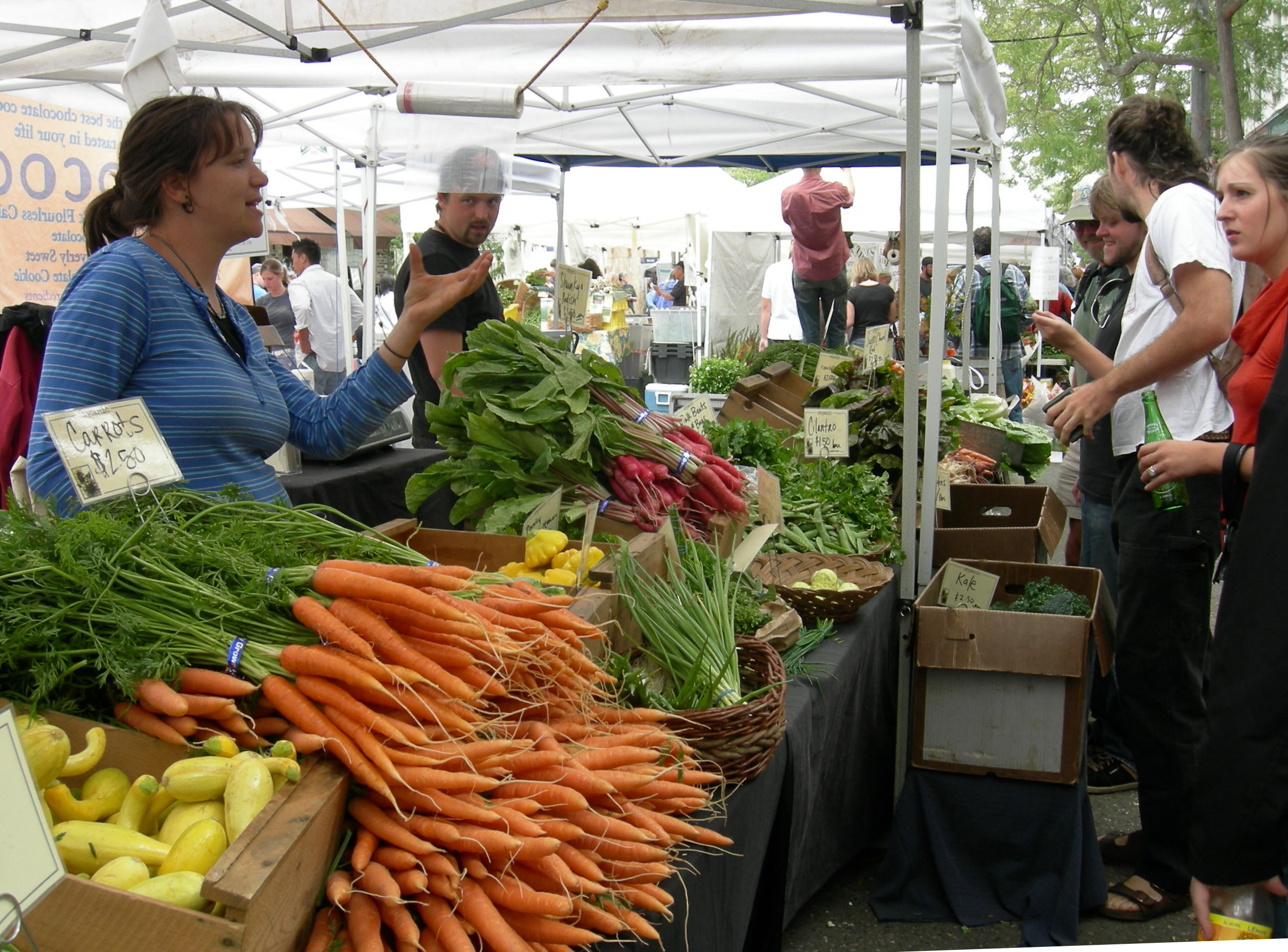
Die Mikroökonomie untersucht Handels-, Produktions- und Konsumentscheidungen, wie sie auf einem traditionellen Markt stattfinden.

Gegenstand der Mikroökonomie ist das wirtschaftliche Verhalten einzelner Wirtschaftssubjekte (Haushalte und Unternehmen). Sie analysiert Entscheidungsprobleme und Koordinationsvorgänge, die aufgrund der Arbeitsteiligkeit des Produktionsprozesses notwendig werden, und die Allokation knapper Ressourcen und Gütern durch den Marktmechanismus. Insbesondere untersucht die Mikroökonomie Märkte, in denen Güter und Dienstleistungen gekauft und verkauft werden. Neben den Akteuren auf diesen Märkten werden auch die Marktstrukturen (Monopol, Oligopol, Polypol) berücksichtigt und die jeweiligen institutionellen Rahmenbedingungen. Ein zentrales Konzept ist das Marktgleichgewicht, welches sich durch die Preisbildung einstellt.
Wichtige Teilgebiete sind:
- Die Haushaltstheorie, die sich mit der Nachfrageseite beschäftigt (Präferenzen, Nutzenfunktion etc.)
- Die Produktionstheorie, die sich mit der Angebotsseite beschäftigt (Produktionsfaktoren, Angebotsfunktion etc.)
- Die Preistheorie, die sich mit Märkten und Preisen beschäftigt (Marktformen, Marktgleichgewicht, Marktversagen, Preisbildung etc.)
- Informationsökonomik, Wohlfahrtsökonomik, Institutionenökonomik, Spieltheorie
- Die Evolutionsökonomik betrachtet wirtschaftliche Prozesse aus der Sicht eines neuen, auf Mangel an Wissen basierenden, Paradigmas. Ob es sich um einen neuen mikroökonomischen Ansatz oder eine eigenständige Perspektive handelt ist umstritten.
- Die Experimentelle Ökonomik beschäftigt sich mit der experimentellen Überprüfung theoretischer Verhaltensannahmen der Mikroökonomie.

### Makroökonomie
Die Makroökonomie betrachtet die Wirtschaft auf einer aggregierten Ebene im Gesamtzusammenhang. Sie untersucht damit gesamtwirtschaftliche Zusammenhänge. Dies kann etwa auf der Ebene eines aggregierten Marktes, eines Landes, einer Staatengemeinschaft oder auch der Weltwirtschaft insgesamt geschehen.
Beispiele für Untersuchungsgegenstände sind gesamtwirtschaftliches Einkommen, Konsum und Investitionen, Arbeitsmarkt, Preisniveau, Inflation, Geldtheorie, Konjunkturtheorie und Wirtschaftswachstum.

### Ökonometrie
Die Ökonometrie befasst sich mit der quantitativen, in der Regel empirischen Untersuchung des Wirtschaftsgeschehens. Hierbei werden mathematische Methoden der Statistik und Stochastik verwendet und Testhypothesen abgegeben.

### Spezialdisziplinen
Spezialdisziplinen befassen sich mit einzelnen Wirtschaftsbereichen unter makro- und mikroökonomischen Aspekten.
Beispiele sind
- Arbeitsökonomik
- Außenwirtschaftstheorie
- Bildungsökonomik
- Entwicklungsökonomie
- Familienökonomie
- Gesundheitsökonomie
- Industrieökonomik
- Innovationsökonomik
- Regionalökonomie
- Umweltökonomie
- Kulturökonomie
- Ökonometrie
- Spieltheorie
- Ökonophysik
- Experimentelle Ökonomik

### Theorie der Wirtschaftspolitik
Die Wissenschaft der Wirtschaftspolitik hat als Gegenstand die Gestaltung der Wirtschaftsordnung und der wirtschaftlichen Abläufe. Bereiche der Wirtschaftspolitik sind die Ordnungspolitik (dazu gehört die Wettbewerbspolitik), die Strukturpolitik und die Prozesspolitik, wozu die Fiskalpolitik und die Geldpolitik gehören.

### Finanzwissenschaft
Die Finanzwissenschaft hat als Gegenstand die wirtschaftlichen Aspekte der öffentlichen Haushalte und Staatsfinanzen.

### Brückendisziplinen
- Die Wirtschaftsgeographie untersucht ökonomische Strukturen und Prozesse unter räumlichen Aspekten
- Die Wirtschaftsgeschichte untersucht die historische Wirtschaftsentwicklung

## Werkzeuge der Volkswirtschaftslehre

### Ökonomische Modelle
Die VWL erstellt zur Beschreibung und Untersuchung von ökonomischen Strukturen und Prozessen abstrakte Modelle. Dabei handelt es sich um Bündel von Annahmen, die so in der Realität nicht zutreffen, aber eine wichtige Erkenntnisfunktion bei der Entwicklung ökonomischer Theorien erfüllen.
Zu den wichtigsten Modellen in der VWL gehören der vollkommene Markt und der Homo oeconomicus. Im Modell des vollkommenen Marktes bilden sich Preise, und somit auch die Nachfrage nach Gütern, immer in Abhängigkeit von Angebot und Nachfrage (siehe Marktgleichgewicht). Im Modell des homo oeconomicus handelt der Mensch stets rational in dem Sinne, dass er unter verschiedenen Handlungsoptionen aufgrund der ihm zur Verfügung stehenden Information stets diejenige Handlung wählt, welche ihm den größten Nutzen verschafft.
Komplexere Modellierungsansätze sind beispielsweise Partialmarktmodelle, allgemeine Gleichgewichtsmodelle, dynamische stochastische allgemeine Gleichgewichtsmodelle (DSGE-Modelle), Stock-Flow Consistent Models oder agentenbasierte Modellierung.
In der Spieltheorie werden die strategischen Interaktionen zwischen Menschen betrachtet. Hier muss der Handelnde nicht nur die ihm zur Verfügung stehenden Optionen kennen, sondern auch Erwartungen bezüglich des Verhaltens seines Gegenübers bilden. Dieses wiederum gründet sich auf dessen Erwartungen. Es droht ein unendlicher Regress. Ein grundlegendes Konzept zur Lösung dieser Zirkularität ist das strategische Gleichgewicht (Nash-Gleichgewicht).
Der Ansatz der begrenzten Rationalität, der maßgeblich von Herbert A. Simon geprägt wurde, geht davon aus, dass menschliches Handeln aufgrund begrenzter kognitiver Kapazitäten der Akteure und der Komplexität des sozialen Geschehens nie vollkommen rational sein kann. Der Mensch verhält sich zielorientiert, ist allerdings aufgrund seiner Einschränkungen nicht immer in der Lage, die objektiv beste Handlung zu wählen.

### Quantitative Methoden
Mathematische Modelle spielen eine wesentliche Rolle in der VWL, da sie eine klare Beweisführung und eindeutig definierte Annahmen verlangen und in der Regel nicht zu vieldeutigen oder „weich“ interpretierbaren Ergebnissen führen. In den letzten Jahren zeigt sich eine zunehmende Tendenz hin zu ökonometrischen Arbeiten.

## Geschichte

### Antike

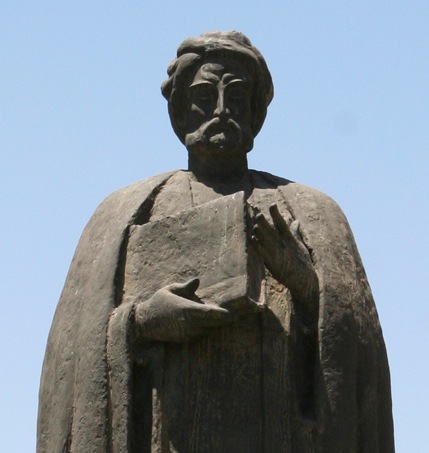
Ibn Chaldūn: Joseph Schumpeter sieht in ihm den wichtigsten Vorläufer der modernen Ökonomie.

Die frühesten erhaltenen ökonomischen Schriften stammen aus Mesopotamien, Griechenland, Rom, Indien, China, Persien und arabischen Zivilisationen. Wirtschaftsvorschriften kommen in den Schriften des böotischen Dichters Hesiod vor. Andere bemerkenswerte Autoren der Antike bis zum Mittelalter waren Aristoteles, Xenophon, Chanakya und Qin Shi Huang.

### Mittelalter
Über wirtschaftliche Zusammenhänge wurde im Mittelalter vor allem von Theologen wie Thomas von Aquin oder Ibn Chaldūn nachgedacht.
In seiner Summa Theologica untersucht Thomas von Aquin viele Fragen ökonomischer Natur, einschließlich der Gründe für Privateigentum, Handel und Profit.
Die Denker der Scholastik argumentierten im Rahmen des Naturrechts. Laut Joseph Schumpeter nahmen sie bereits Überlegungen der modernen Ökonomie auf den Gebieten der Geldpolitik, des Zinses und der Werttheorie vorweg.

### Frühe Neuzeit

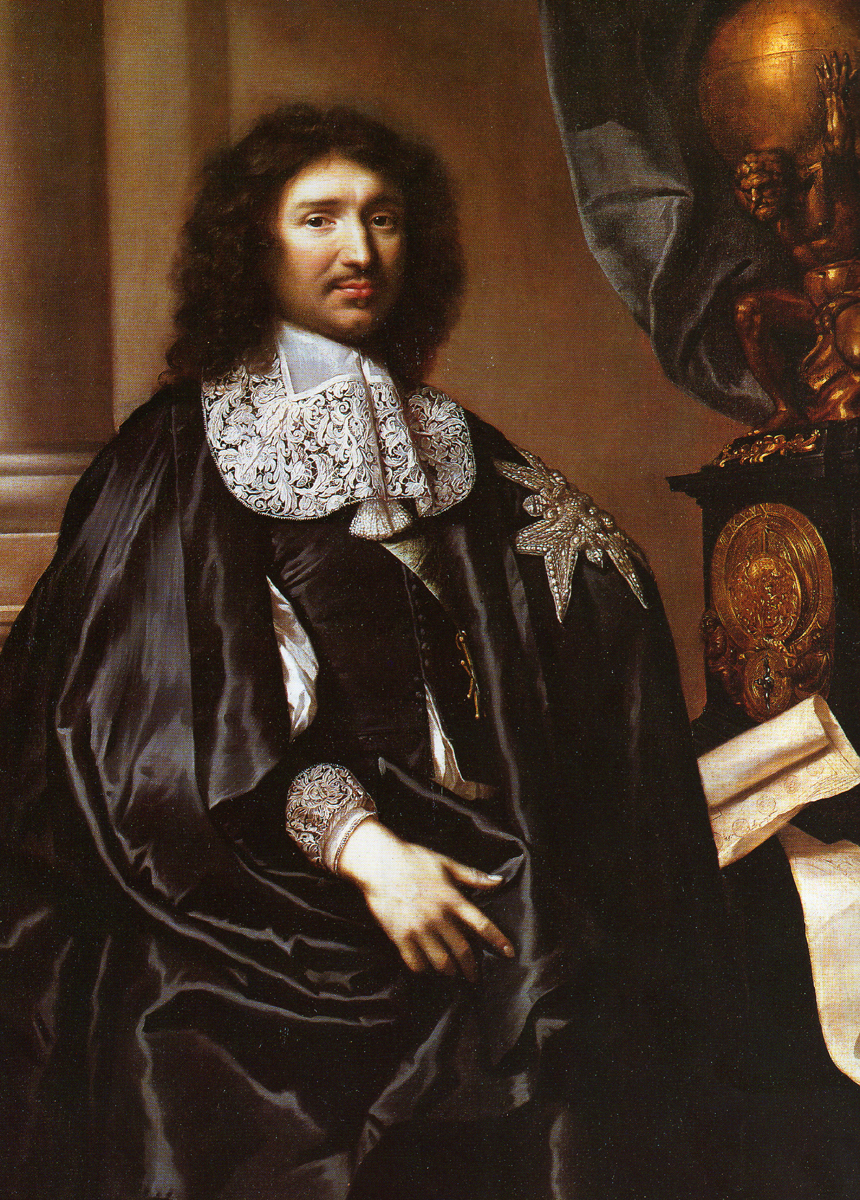
Jean-Baptiste Colbert, Vertreter des Merkantilismus in Frankreich.

Die moderne ökonomische Wissenschaft in Europa entwickelte sich im Ausgang der Renaissance und frühen Neuzeit. Zwei theoretische Schulen, die Merkantilisten und Physiokraten, beeinflussten die weitere Entwicklung des Fachs. Beide Schulen wurden mit dem Aufkommen des wirtschaftlichen Nationalismus und des modernen Kapitalismus in Europa in Verbindung gebracht und können als Vorläufer der modernen Wirtschaftswissenschaft angesehen werden.

Der Merkantilismus bezeichnet eine Wirtschaftslehre, die vom 16. bis 18. Jahrhundert in einer Flugschriftenliteratur von Kaufleuten oder Staatsmännern aufblühte. Die Grundthesen waren: Der Reichtum einer Nation hängt von ihrem Anhäufen von Gold und Silber ab. Nationen ohne Zugang zu Minen konnten Gold und Silber aus dem Handel nur durch den Verkauf von Waren im Ausland und die Beschränkung der Einfuhr anderer als von Gold und Silber erhalten. Die Doktrin forderte daher den Import billiger Rohstoffe für die Herstellung von Waren, die exportiert werden könnten sowie eine staatliche Regulierung, um Schutzzölle auf ausländische Fabrikate zu erheben und die Herstellung in den Kolonien zu verbieten.

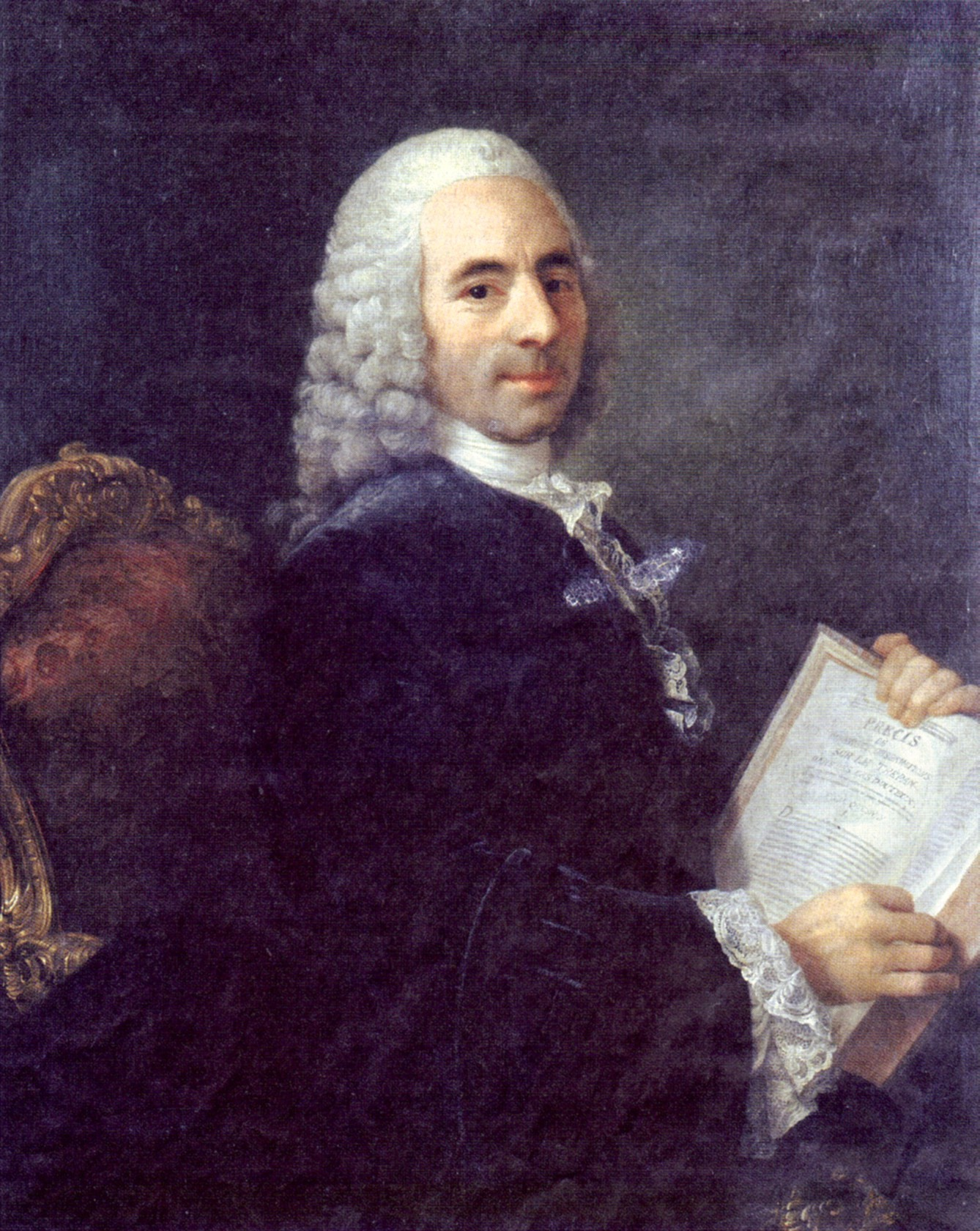
François Quesnay, einer der führenden Vertreter der Physiokratie.

Die Physiokratie bezeichnet eine Gruppe französischer Denker und Schriftsteller des 18. Jahrhunderts und deren Idee, die Wirtschaft als Kreislauf von Einkommen und Produktion zu denken. Die Physiokraten glaubten, dass nur die landwirtschaftliche Produktion einen deutlichen Ertragsüberschuss erwirtschafte, so dass die Landwirtschaft die Grundlage allen Reichtums sei. So widersetzten sie sich der merkantilistischen Politik der Förderung von Produktion und Handel auf Kosten der Landwirtschaft, einschließlich der Einfuhrzölle. Ferner plädierten sie dafür, die administrativ aufwendigen Steuererhebungen durch eine einzige Steuer auf das Einkommen der Landbesitzer zu ersetzen. Als Reaktion auf die umfangreichen merkantilistischen Handelsbestimmungen befürworteten die Physiokraten eine Politik des Laissez-faire, die minimale staatliche Eingriffe in die Wirtschaft forderte.

### 19. Jhd.

#### Klassik

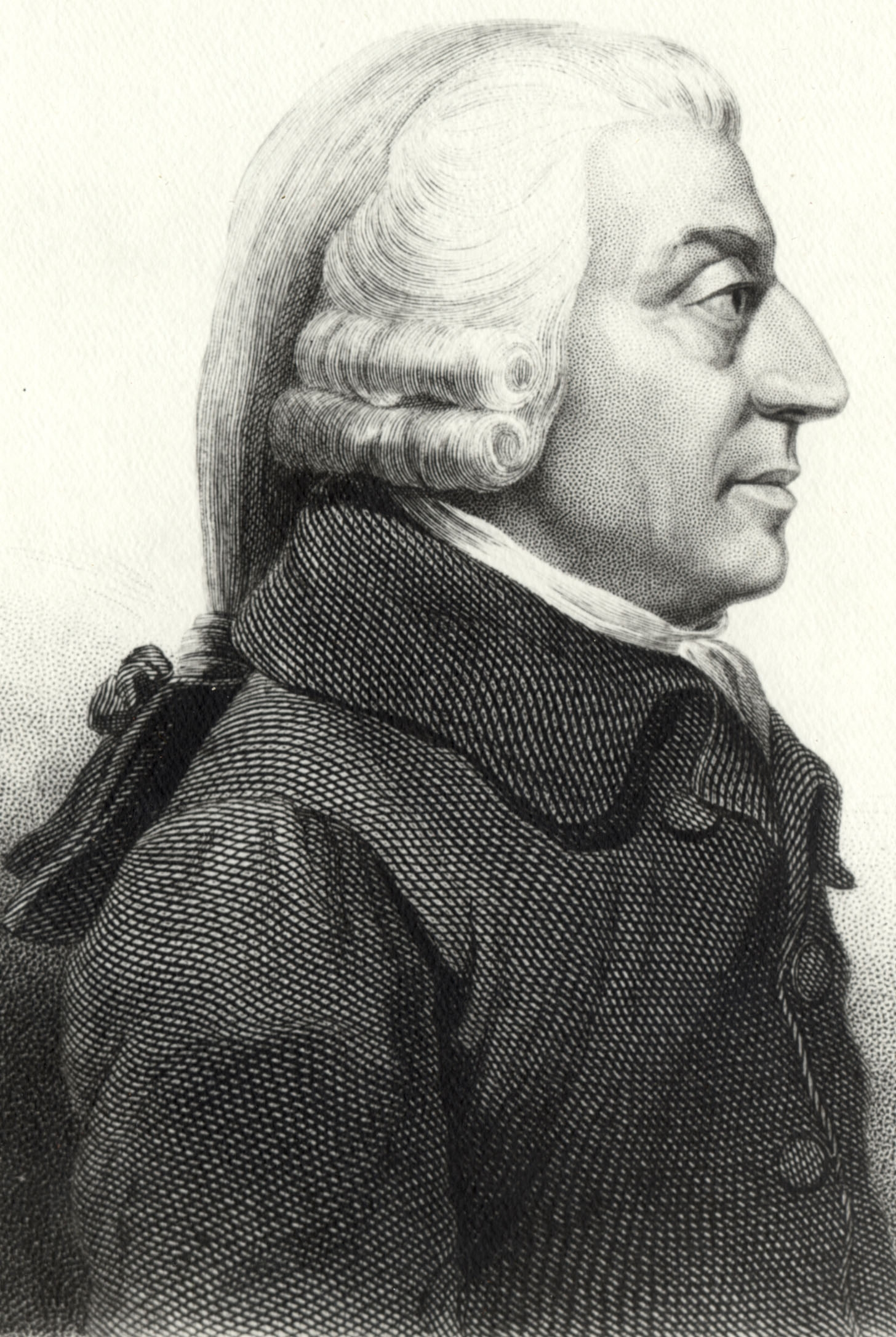
Adam Smith gilt weithin als Begründer der modernen Wirtschaftswissenschaft

Die Veröffentlichung von Adam Smiths Der Wohlstand der Nationen kann als Geburtsstunde der Ökonomie als eigenständiger Disziplin angesehen werden. Das Werk klassifizierte Land, Arbeit und Kapital als die drei Produktionsfaktoren, welche Beiträge zum Wohlstand einer Nation lieferten. Damit widersprach Smith der physiokratischen Vorstellung, dass nur die Landwirtschaft produktiv sei.
Smith unterstreicht außerdem die Vorteile der Arbeitsteilung, etwa die erhöhte Arbeitsproduktivität und Handelsgewinne. Diese Vorteile zeigten sich zwischen Stadt und Land und zwischen Nationen. Er stellt dabei die These auf, dass die Arbeitsteilung dabei durch die Größe des Marktes begrenzt ist. Ein größerer gemeinsamer Markt führe zu mehr Arbeitsteilung und damit zu mehr Wohlstand.
Ein weiterer wichtiger Ökonom war David Ricardo. Er hat als erster das Prinzip des komparativen Kostenvorteils dargestellt und bewiesen, dass sich jede Nation auf die Produktion und den Export von Gütern spezialisieren sollte, worin sie die geringsten relativen Produktionskosten hat. Das Prinzip wird als grundlegendes Argument für Freihandel und die Abschaffung von Handelszöllen bezeichnet.
Während Adam Smith die Einkommensproduktion betonte, konzentrierte sich David Ricardo auf die Einkommensverteilung zwischen Grundbesitzern, Arbeitern und Kapitalisten. Ricardo sah einen inhärenten Konflikt zwischen Grundbesitzern einerseits und Arbeit und Kapital andererseits. Er postulierte, dass das Wachstum der Bevölkerung und des Kapitals, das einem festen Bodenangebot entgegenwirkt, die Renten in die Höhe treibt und die Löhne und Profite niedrig hält.
John Stuart Mill unterscheidet sich von Ökonomen dieser Zeit in der Frage nach einer Umverteilung der vom Markt produzierten Einkommen. Er weist dem Markt zwei Rollen zu: eine Fähigkeit zur Verteilung von Ressourcen und eine Fähigkeit zur Verteilung von Einkommen. Der Markt sei bei der Ressourcenallokation sehr effizient, aber bei der Einkommensverteilung ist er weniger effizient, weshalb die Gesellschaft Markteingriffe durchführen sollte.
Die Werttheorie war ein weiteres wichtiges Forschungsobjekt der klassischen Nationalökonomie. Alle genannten Ökonomen waren Vertreter der Arbeitswerttheorie, d. h. der Auffassung, dass es ein objektives Wertmaß gäbe und dies durch die aufgewendete Arbeitszeit gegeben sei.

#### Marxismus

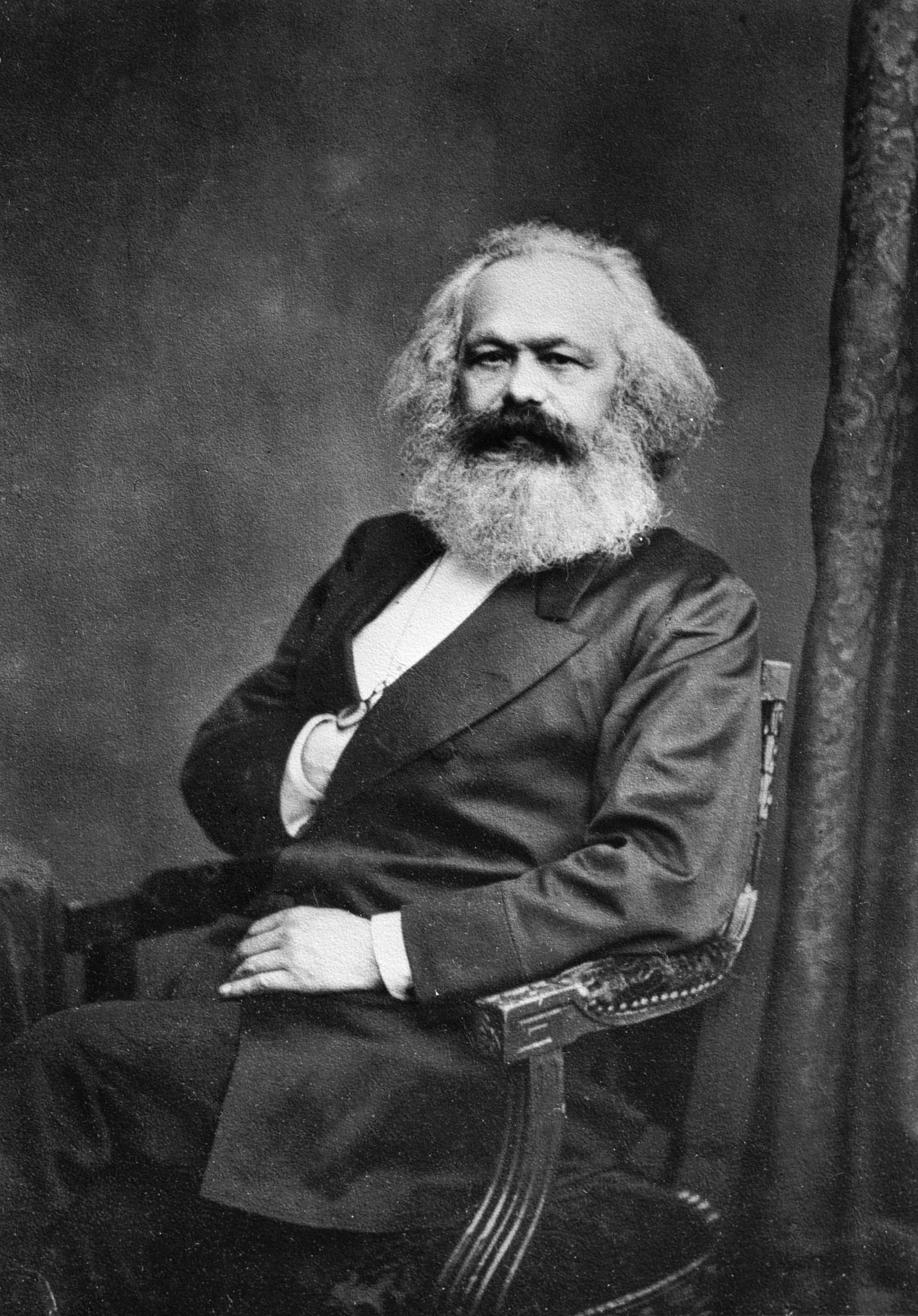
Karl Marx, Autor des Kapital

Der Marxismus und die marxistische Wirtschaftstheorie entstammen der klassischen Ökonomie und leiten sich aus den Werken von Karl Marx her. Der erste Band von Marx’ Hauptwerk Das Kapital wurde 1867 in deutscher Sprache veröffentlicht. Darin konzentrierte sich Marx auf die Arbeitswerttheorie und die Mehrwerttheorie, die seiner Ansicht nach die strukturelle Ausbeutung der Ware Arbeitskraft durch das Kapital erkläre. Marx ging dabei davon aus, dass der Wert einer produzierten Ware durch die Arbeit bestimmt wird, die in ihre Produktion floss, und er zeigte, dass die Arbeiter nur einen Teil des Wertes, den ihre Arbeit geschaffen hatte, als Lohn ausgezahlt bekamen.
Die marxistische Wirtschaftstheorie wird zur heterodoxen Ökonomie gezählt und vom ökonomischen Mainstream abgelehnt.

#### Neoklassik

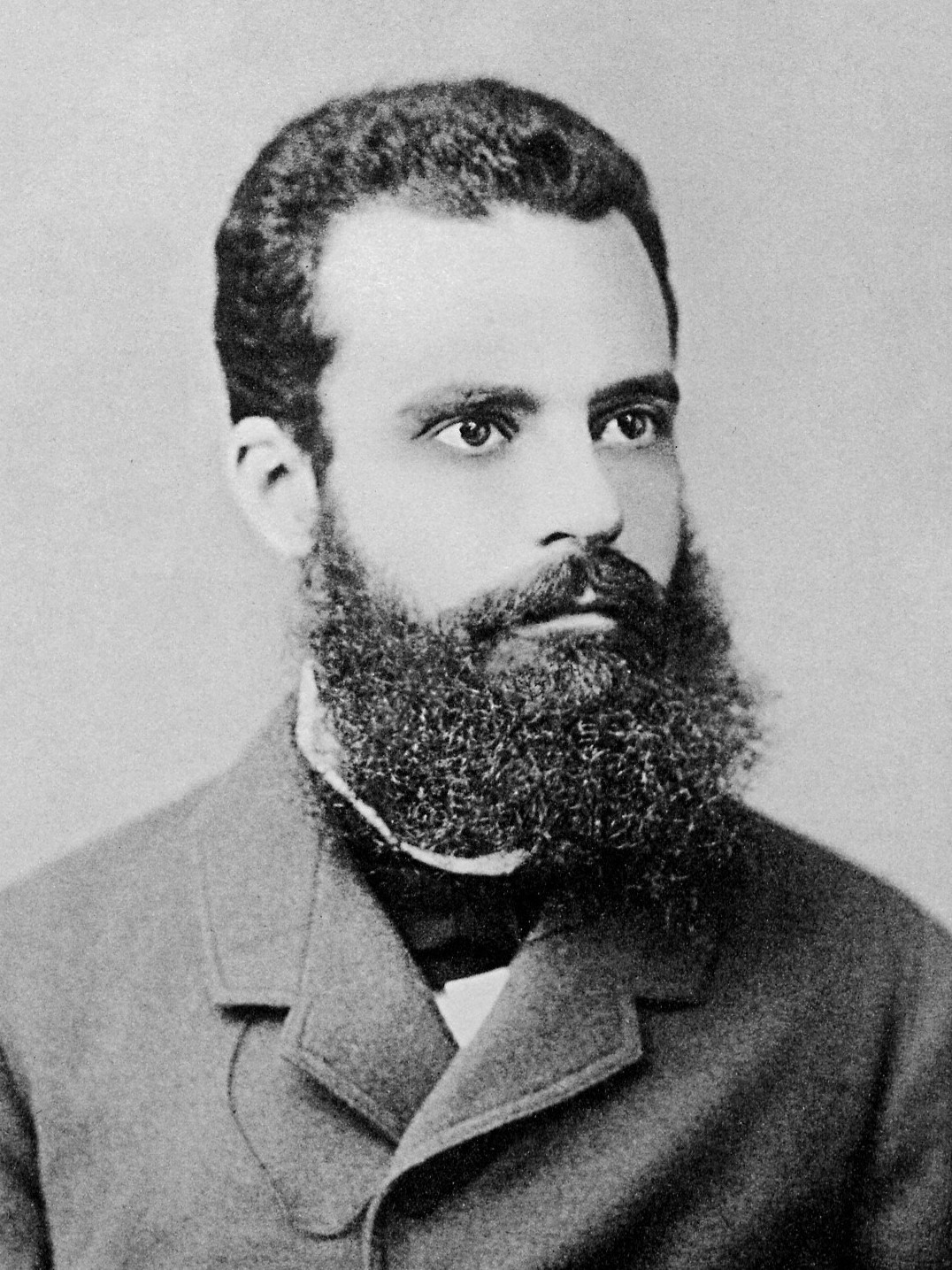
Vilfredo Pareto, neoklassischer Ökonom und Begründer der Wohlfahrtsökonomik

Die Neoklassik, die auch als neoklassische Theorie oder Grenznutzenschule bezeichnet wird, entstand zwischen 1870 und 1910. Die Theorie ist vor allem durch eine Übernahme mathematischer Methoden aus den Naturwissenschaften gekennzeichnet. Sie begründet die Wirtschaftswissenschaft als moderne empirisch-mathematische Wissenschaft.
Die neoklassische Ökonomie untersucht das Verhalten von Einzelpersonen, Haushalten und Organisationen (die als wirtschaftliche Akteure, Akteure oder Agenten bezeichnet werden), wenn sie knappe Ressourcen verwalten oder verwenden, die alternative Verwendungen haben, um gewünschte Ziele zu erreichen. Wissenschaftliche Axiome der Neoklassik sind, dass Agenten rational handeln, mehrere wünschenswerte Ziele in Sicht haben, begrenzte Ressourcen, um diese Ziele zu erreichen, eine Reihe stabiler Präferenzen, ein eindeutiges übergeordnetes Leitziel und die Fähigkeit, zwischen verschiedenen Optionen zu wählen.
Die neoklassische Ökonomie führte Angebot und Nachfrage als systematische Determinanten von Preis und Menge in die Modellbildung ein. Sie verzichtete auf die aus der klassischen Ökonomie übernommene Arbeitswerttheorie zugunsten einer Werttheorie basierend auf dem Konzept des Grenznutzens auf der Nachfrageseite und einer Kostentheorie auf der Angebotsseite. Im 20. Jahrhundert entfernten sich neoklassische Theoretiker von einer früheren Vorstellung, dass der Gesamtnutzen für eine Gesellschaft gemessen werden könnte, zugunsten des ordinalen Nutzens, der lediglich verhaltensbasierte Beziehungen zwischen Personen darstellt.
In der Mikroökonomie stellt die neoklassische Ökonomie Anreize und Kosten dar, die eine entscheidende Rolle bei ökonomischen Entscheidungen spielen. Ein unmittelbares Beispiel hierfür ist die Haushaltstheorie, die analysiert, wie Preise (als Kosten) und Einkommen die nachgefragte Menge beeinflussen.

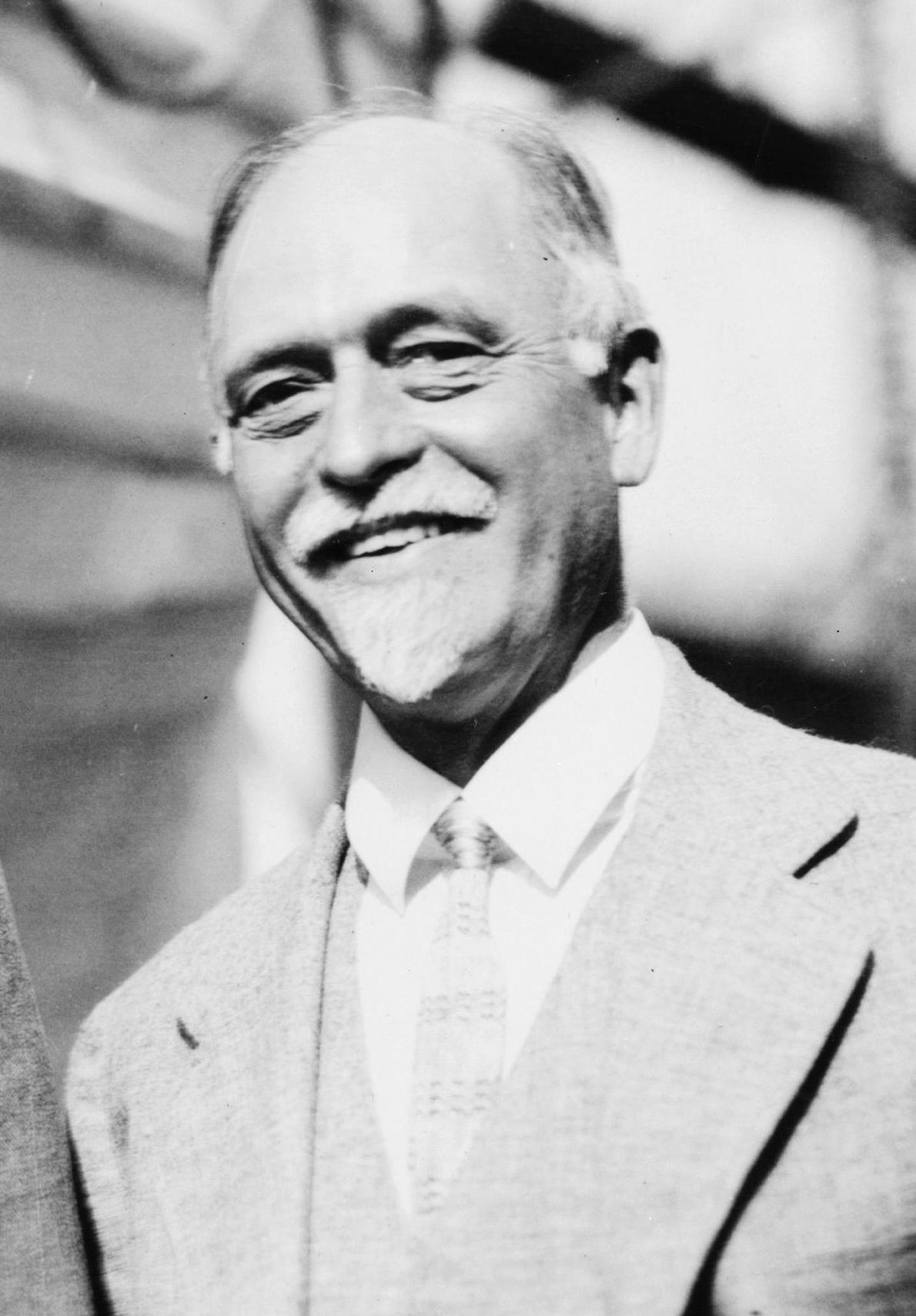
Irving Fisher, Begründer der Quantitätstheorie

In der Makroökonomie ist besonders die Quantitätstheorie des Geldes zu nennen, welche bis heute die dominante Theorie zur Erklärung von Inflation darstellt.
Die neoklassische Ökonomie wird gelegentlich als orthodoxe Ökonomie bezeichnet, sei es von ihren Kritikern oder Sympathisanten. Die moderne Mainstream-Ökonomie baut auf der neoklassischen Theorie auf, jedoch mit vielen Verfeinerungen, die frühere Analysen entweder ergänzen oder verallgemeinern. Beispiele dafür sind Ökonometrie, Spieltheorie, die Analyse von Marktversagen und unvollkommener Wettbewerb und das neoklassische Modell des Wirtschaftswachstums zur Analyse langfristiger Variablen, die das Nationaleinkommen beeinflussen.

### 20. Jhd.

#### Keynesianismus

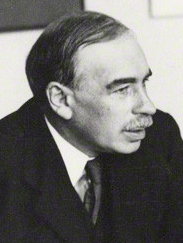
John Maynard Keynes, Begründer des Keynesianismus

Der Keynesianismus bezeichnet eine ökonomische Theorie, die von John Maynard Keynes begründet wurde, insbesondere seinem Hauptwerk Allgemeine Theorie der Beschäftigung, des Zinses und des Geldes. Keynes begründete damit die moderne Makroökonomie als eigenständiges Feld. Das Buch konzentrierte sich auf Determinanten des Nationaleinkommens auf kurze Sicht, wenn Preise relativ unflexibel sind. Keynes versuchte zu erklären, warum sich Arbeitslosigkeit auf dem Arbeitsmarkt aufgrund einer geringen „effektiven Nachfrage“ möglicherweise nicht selbst korrigiert und warum Preisflexibilität und Geldpolitik erfolglos sein können. Daher müsse der Staat durch Fiskalpolitik bzw. deficit spending auf die Wirtschaft einwirken.
Als die große Weltwirtschaftskrise ausbrach, hatten neoklassische Ökonomen Schwierigkeiten zu erklären, warum Waren unverkauft bleiben und Arbeiter arbeitslos werden konnten. In der neoklassischen Theorie sollten Preise und Löhne einfach soweit fallen, bis der Markt ein neues Gleichgewicht erreicht, wo alle Waren und Arbeitskräfte verkauft werden können. Keynes bot somit eine neue Wirtschaftstheorie an, die erklärte, warum Märkte möglicherweise nicht zu einem Gleichgewicht finden.
Die keynesianische Theorie hatte historisch vor allem einen dominanten Nachfolger: die neoklassische Synthese, welche versuchte, Keynes’ Theorie und die neoklassische Ökonomie zusammenzuführen.
Ab den 1950er Jahren wurde diese Synthese von den meisten Ökonomen akzeptiert. Vertreter wie Paul Samuelson, Franco Modigliani, James Tobin und Robert Solow entwickelten formale mathematische Modelle und spezifische Theorien von Konsum, Investitionen und Geldnachfrage, die den keynesianischen Rahmen präzisierten.

#### Chicagoer Schule

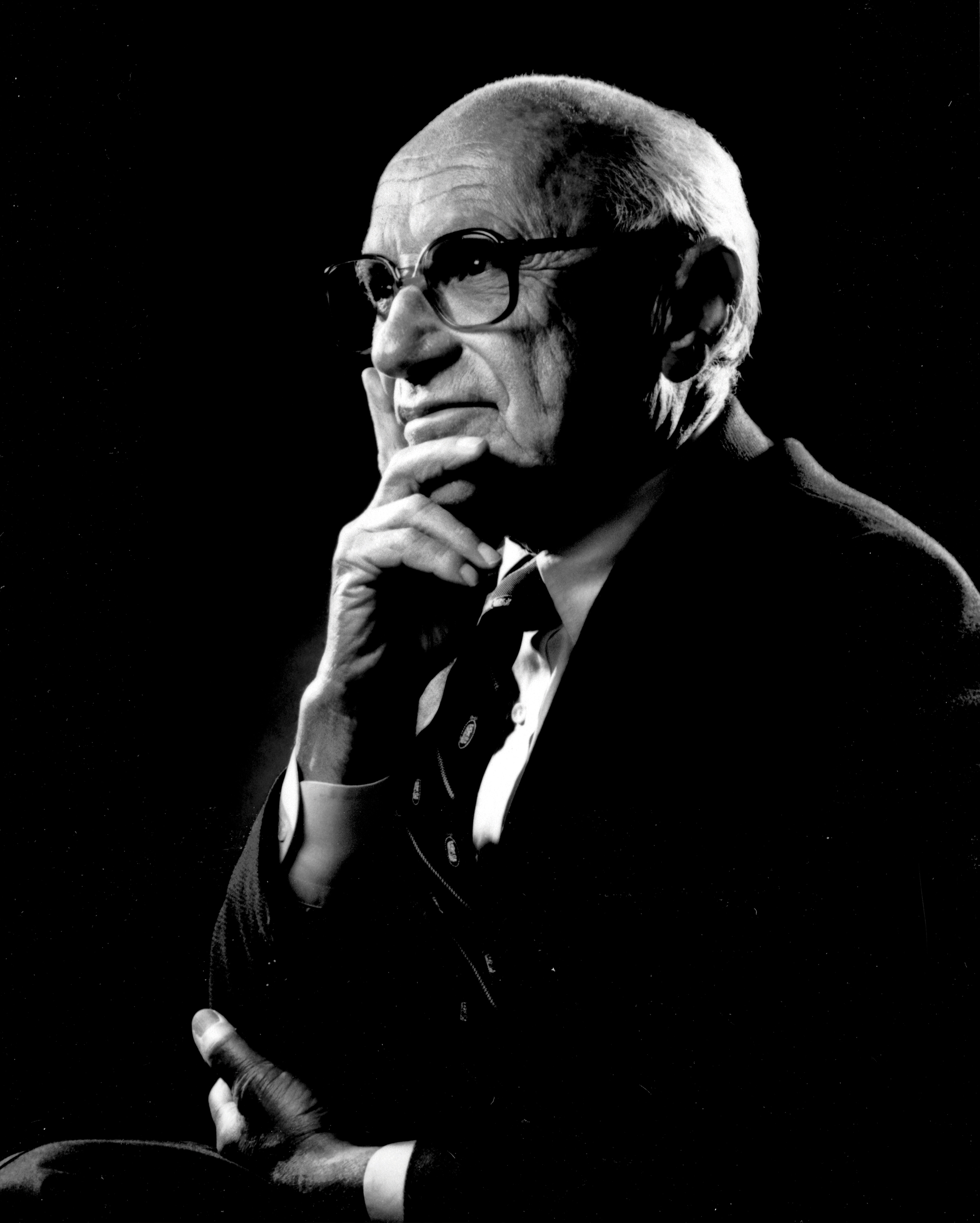
Milton Friedman, Begründer des Monetarismus und einflussreicher Denker des politischen Liberalismus im 20. Jhd.

Die Chicagoer Schule bezeichnet eine Sammlung verschiedener ökonomischer Theorien. Milton Friedman, George Stigler und Robert E. Lucas gelten als führende Vertreter. Milton Friedman war dabei Befürworter des Monetarismus, einer makroökonomischen Position, die den Keynesianismus ablehnte und die Geldpolitik gegenüber der Fiskalpolitik betonte. Er hat die neoklassische Quantitätstheorie des Geldes aktualisiert und dabei die Funktion der Geldnachfrage betont.  Friedman argumentierte weiterhin, dass Geldpolitik effektiver sei als Fiskalpolitik.
Die neue klassische Makroökonomie übte auch Kritik am Keynesianismus. Entscheidend war dabei die Einführung von rationalen Erwartungen in die ökonomischen Modelle durch Robert Lucas. Der Keynesianismus war von adaptiven Erwartungen ausgegangen, d. h. es wurde angenommen, dass Agenten die jüngste Vergangenheit betrachten, um Erwartungen über die Zukunft zu erstellen. Mit rationalen Erwartungen zeigten Neue klassische Ökonomen, dass die Geldpolitik nur begrenzte Auswirkungen habe und Fiskalpolitik faktisch unwirksam sei.
Außerdem übte Lucas eine fundamentale Kritik an den Modellen des Keynesianismus. Die Lucas-Kritik besagt, dass die meisten makroökonomischen Modelle nur statische Annahmen treffen, während sich reale Ökonomien dynamisch verhalten würden. Agenten passen ihre Erwartungen dynamisch an sich verändernde Informationen an. Daher seien die meisten keynesianischen makroökonomischen Modelle nicht haltbar.
Damit läutete Lucas einen Paradigmenwechsel in der Makroökonomie ein, der als Mikrofundierung bekannt ist.

#### Neukeynesianismus

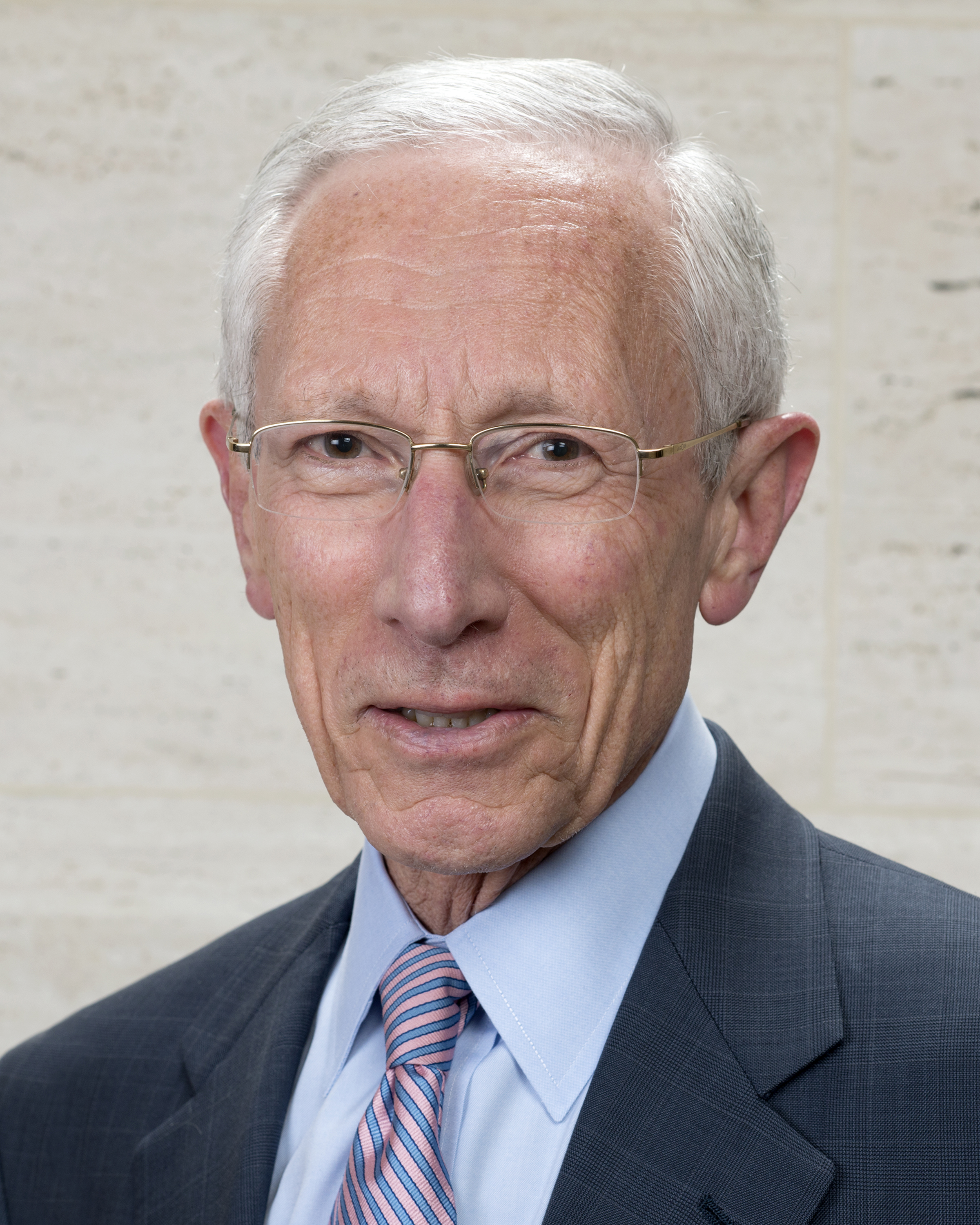
Stanley Fischer, Mitbegründer des Neukeynesianismus

Der Neukeynesianismus ist der aktuelle wissenschaftliche Konsens der ökonomischen Theorie. Hauptvertreter sind dabei Stanley Fischer, John B. Taylor und Oliver Blanchard. Der Neukeynesianismus entstand aus der Synthese der Neuen Klassischen Makroökonomik, d. h. rationale Erwartungen und Mikrofundierung wurden akzeptiert. Zugleich bezog man aber auch die Einsicht John Maynard Keynes’ ein, dass sich Preise und Löhne kurzfristig nicht perfekt anpassen können. Die Verschmelzung von Elementen aus den verschiedenen Denkrichtungen wurde als neue neoklassische Synthese bezeichnet. Neue keynesianische Modelle untersuchten daher Quellen von Starrheit bei Preisen und Löhnen (sticky prices and wages) und andere Formen des Marktversagens. So konnte gezeigt werden, dass Fiskal- und Geldpolitik effizientere makroökonomische Ergebnisse produzieren können als Laissez-faire.
Die so entstandenen ökonomischen Theorien werden genutzt, um dynamische stochastische allgemeine Gleichgewichtsmodelle (DSGE) zu erstellen. Diese stellen den heutigen Stand der Makroökonomie dar und werden von internationalen Organisationen und Zentralbanken verwendet.
Die europäische Zentralbank verwendet zum Beispiel das Smets–Wouters Modell, ein DSGE-Modell, um die Auswirkungen ihrer Geldpolitik auf die Eurozone zu untersuchen.

### 21. Jahrhundert

#### Entwicklung des Konsens

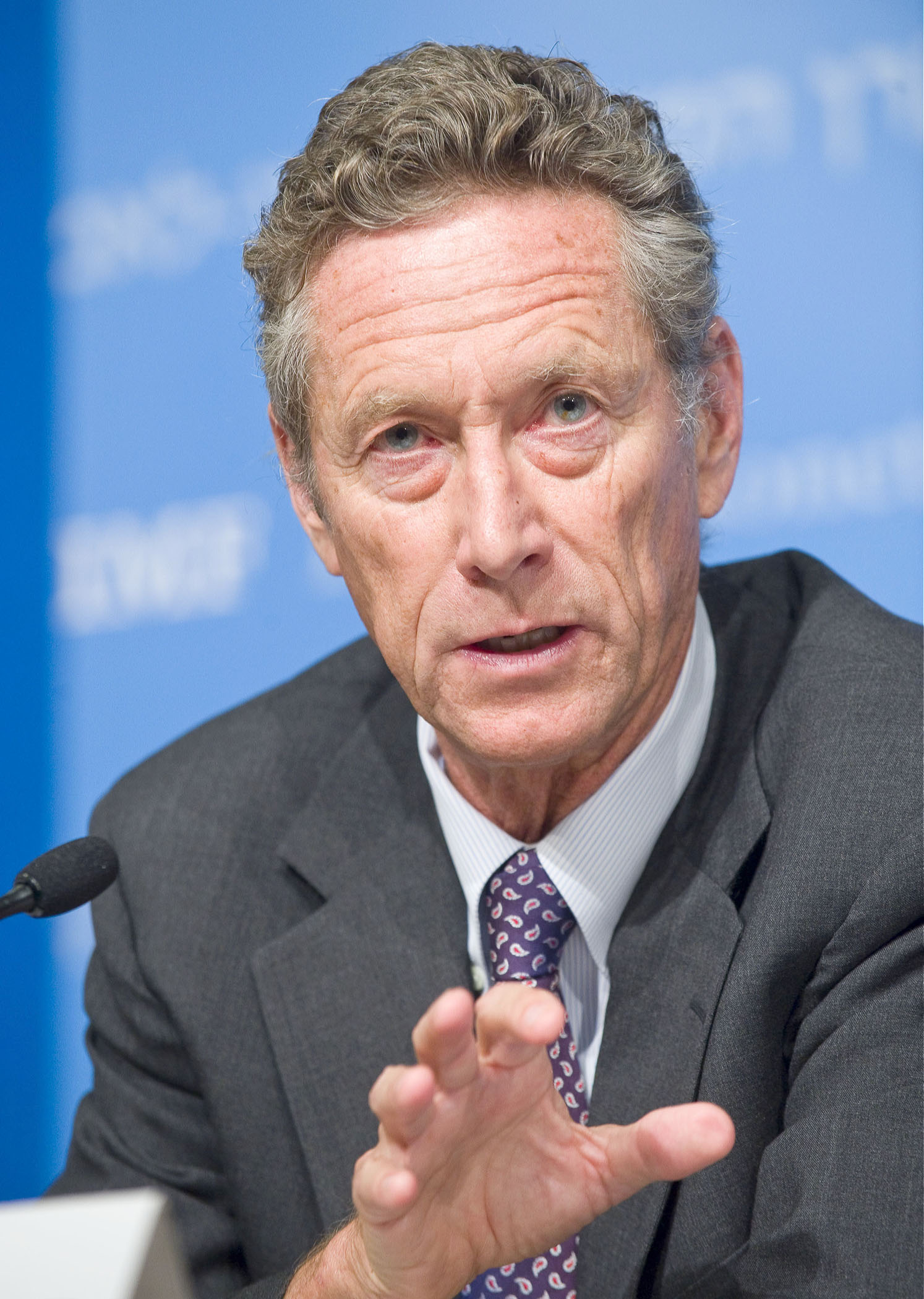
Oliver Blanchard, wichtiger zeitgenössischer Makroökonom, der den ökonomischen Konsens nach der Weltfinanzkrise maßgeblich weiterentwickelte.

Die Finanzkrise von 2007–2008 und die anschließende Große Rezession stellten die damalige Makroökonomik der kurzen und mittleren Frist in Frage. Nur wenige Ökonomen hatten die Krise vorhergesagt und es gab große Meinungsverschiedenheiten darüber, wie man ihr begegnen sollte. Die neue neoklassische Synthese entstand während einer Phase relativer Stabilität und wurde noch nicht in einem schwierigen wirtschaftlichen Umfeld getestet. Viele Ökonomen stimmen darin überein, dass die Krise von einer Spekulationsblase herrührte, aber ein Modell des Finanzsektors oder einer Theorie von Vermögensblasen waren bisher nicht vorhanden. Das Scheitern der damaligen makroökonomischen Theorie bei der Erklärung der Krise veranlasste die Makroökonomen, ihre Denkweise neu zu bewerten.
Besonders kritisiert wurden vor allem die vorherrschenden DSGE-Modelle, die als umfassende Makro-Modelle der Wirtschaft entwickelt wurden. Ökonomen wie Robert Solow kritisierten die unplausiblen Annahmen der Modelle, z. B. dass ein einziger „repräsentativer Agent“ die komplexe Interaktion der vielen verschiedenen Agenten darstellt, aus denen die reale Ökonomie besteht. Joseph Stiglitz forderte eine Erneuerung der Wirtschaftsmodelle, um die neuen Erkenntnisse der Informationsökonomik und der Verhaltensökonomik zu integrieren.
Die Vertrauenskrise der DGSE-Modelle hat den tieferen wissenschaftlichen Konsens des Neukeynesismus und der neuen neoklassischen Synthese jedoch nicht erschüttert. Stattdessen konzentrierte man sich auf die Entwicklung von Modellen, die die neuen Daten erklären können. Dazu wurden die ökonomischen Modelle um weitere Formen des Marktversagens erweitert, etwa auf Finanzmärkten. Außerdem erlauben zeitgenössische DGSE-Modelle eine größere Heterogenität der Agenten mit Faktoren wie Alter, Bildungsstand und verfügbaren Informationen. Diese neukeynesianischen (NK) Modelle mit heterogenen Agenten (HA) werden auch kurz als HANK-Modelle bezeichnet und sind ein gegenwärtiges Forschungsfeld der makroökonomischen Modellierung. Daneben werden spezifische Bereiche der Ökonomie direkt modelliert, etwa der Transmissionsmechanismus der Geldpolitik.
Außerdem wurde das Feld der modernen Makroökonomik hinsichtlich neuer Probleme wie Ungleichheit und Klimawandel erweitert. Empirische makroökonomische Forschung zeigte, wie schädlich hohe Ungleichheit für das Wachstumspotential von Ökonomien ist. Die makroökonomischen Modelle der EZB und internationaler Institutionen wie dem IWF analysieren Klimarisiken für die langfristige Stabilität des Wirtschaftswachstums und entwickeln effektive und effiziente Lösungen.

## Organisationen, Verbände und Vereine
- Verein für Socialpolitik, größte deutschsprachige ökonomische Vereinigung
- Bundesverband Deutscher Volks- und Betriebswirte, Berufsverband für Wirtschaftsakademiker und Studierende der Wirtschaftswissenschaften
- American Economic Association, nordamerikanische Vereinigung von Volkswirten
- Schweizerische Gesellschaft für Volkswirtschaft und Statistik, ökonomische Vereinigung in der Schweiz